# Medetera beckeri
Medetera beckeri är en tvåvingeart som beskrevs av Octave Parent 1929. Medetera beckeri ingår i släktet Medetera och familjen styltflugor. Inga underarter finns listade i Catalogue of Life.